# Wernicke-Korsakoffs syndrom
Wernicke-Korsakoff-syndrom (Korsakoffs hukommelsestab syndrom, cerebral beriberi).
Wernickes encephalopati er en degenerativ hjernelidelse forårsaget af mangel på thiamin (B1-vitamin). 
Det kan skyldes alkoholmisbrug, dårlig ernæring, vedvarende opkastning, spiseforstyrrelser, eller virkningerne af kemoterapi. Symptomerne omfatter mental forvirring, synsnedsættelse, stupor, koma, hypotermi, hypotension, og ataksi. 
Korsakoffs hukommelsestab skyldes også mangel på thiamin, og er ofte forbundet med alkoholisme. Hjertet, vaskulære forhold og nervesystemet er involveret. 
Symptomerne omfatter hukommelsestab, konfabulation, opmærksomhed, desorientering, og synsnedsættelse. 
De vigtigste elementer i Korsakoffs amnesifremkaldende syndrom, er svækkelser i at erhverve nye oplysninger eller etablering af nye erindringer og hente tidligere erindringer. Selv om Wernicke-og Korsakoffs kan synes at være to forskellige sygdomme, er de generelt anset for at være forskellige faser af den samme lidelse, som kaldes Wernicke-Korsakoff-syndrom. 
Wernickes encephalopati repræsenterer den "akutte" fase af sygdommen, og Korsakoffs hukommelsestab syndrom repræsenterer den "kroniske" fase. 
Behandling indebærer tilskud af thiamin, ordentlig ernæring og hydrering. I de fleste tilfælde, er der behov for medicinsk behandling. 
De fleste symptomer kan bremses, hvis det opdages og behandles omgående. Imidlertid sker der kun langsom forbedring af hukommelsen og sædvanligvis vil den være ufuldstændig. Uden behandling, kan disse lidelser være invaliderende, livstruende og mors.